# 双星乡
双星乡为中国四川省武胜县下辖乡，位于县东部，与猛山、乐善、永胜、沿口、白坪等乡镇为邻。面积23.5平方公里，人口18300人，4373户，18300人，其中非农业人口267人。乡人民政府驻双星铺，距县城7公里。

## 历史沿革
清为惠新里双星铺，民国2年(1913年)分沿口镇地置双星乡。

## 行政区划
双星乡下辖以下地区：
双狮村、花园村、龙岩村、东梁寨村、柏老村、工农村、石宝寨村、三喜村、平寨村、朝阳村、大梁村、水口村和马道子村。

## 经济
全乡粮食总产809万公斤，亩产415公斤，其中水稻496．5万公斤，亩产528公斤，油菜籽122800公斤，蚕茧800公斤，生猪年末圈存数14103头，年内出槽12452头。有农机、砖厂、加油站、汽修厂、自来水厂、粮食加工等乡镇企业。

## 交通
省道广武路穿水口村而过，县道沿(口)罗(渡)公路经乡境。此外。乡内还有村村通公路。

## 教育
双星初级中学、双星小学、工农坝小学。